# Air Mauritius

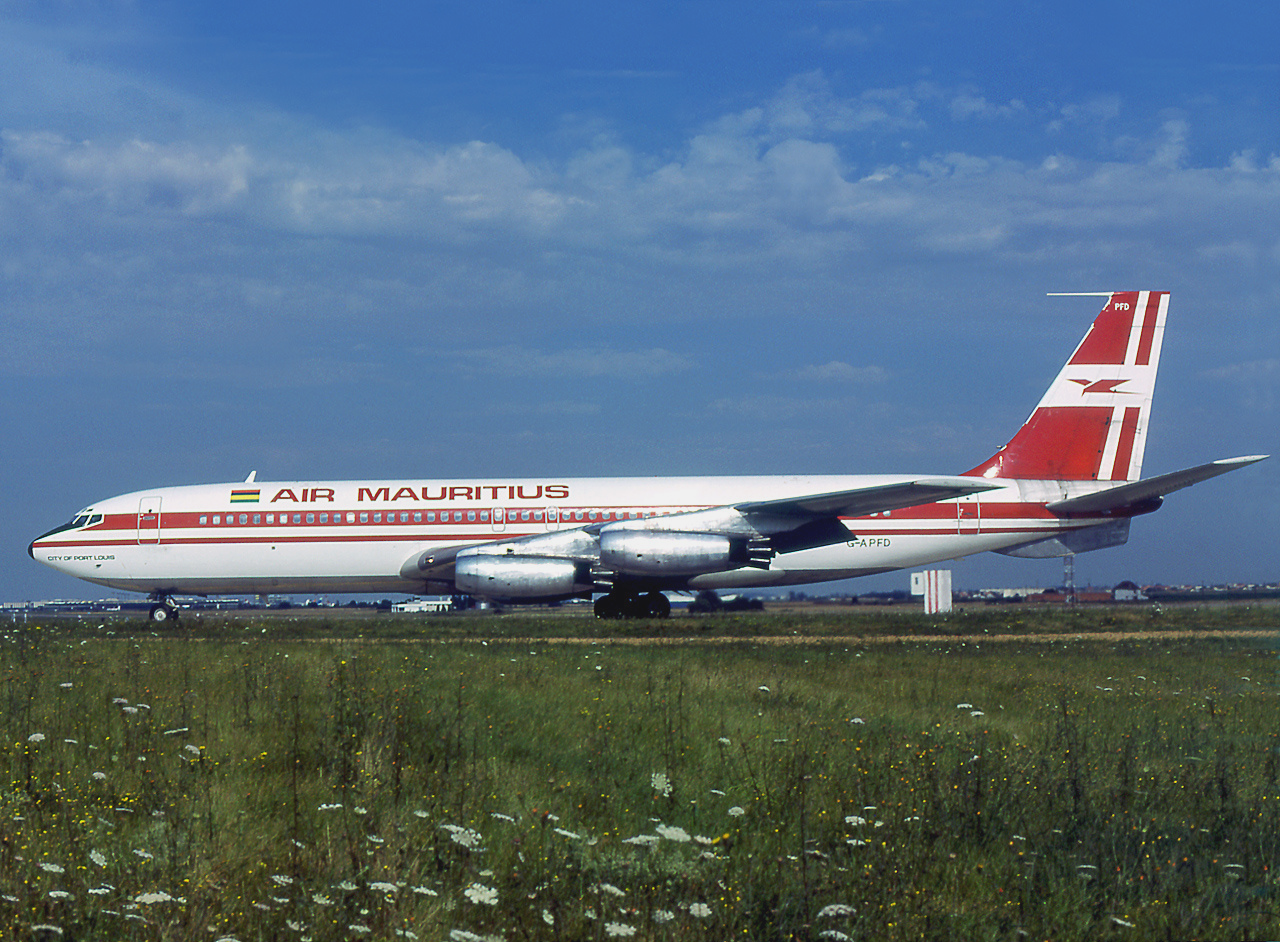
Boeing 707—420 авіакомпанії Air Mauritius з британської реєстрацією в паризькому аеропорту Орлі, 1978 рік

Air Mauritius Limited, що діє як Air Mauritius, — флагманська авіакомпанія Маврикія зі штаб-квартирою в місті Порт-Луї, що здійснює регулярні пасажирські перевезення по аеропортам всередині країни і за її межами. Портом приписки авіакомпанії і її головним транзитним вузлом (хабом) є міжнародний аеропорт імені сера Сівусагара Рамгулама в Порт-Луї.
51 відсоток власності Air Mauritius належить холдингу «Air Mauritius Holdings Ltd.», мажоритарну частину в управлінні якого, в свою чергу, займає уряд Маврикія. Авіакомпанії повністю належать комерційні компанії «Airmate Ltd.», «Air Mauritius Holidays (Pty) Ltd. Australia», «Air Mauritius SA (Proprietary) Ltd.», «Mauritian Holidays Ltd.» (Велика Британія) та «Mauritius Helicopters Ltd.»; а також 93,7 власності «Mauritius Estate Development Corporation Ltd.», 54,2 % «Pointe Coton Resort Hotel Company Ltd.» і 41,7 % компанії «Mauritius Shopping Paradise Company Ltd.».
Air Mauritius займає четверте місце за розміром флоту і пасажирообігом серед усіх авіакомпаній Субсахарської Африки, маючи сильну маршрутну мережу, що зв'язує Маврикій з великими аеропортами Європи, Африки і держав Індійського океану. У 2011 році Air Mauritius в сьомий раз поспіль отримала премію «Краща авіакомпанія держав Індійського океану».

## Історія
Air Mauritius була заснована 14 червня 1967 року авіакомпаніями Air France, BOAC і урядом Маврикія, кожна структура при цьому отримала 27,5 % власності нового авіаперевізника, управління компанії було передано в «Rogers and Co. Ltd.», яка була на той час генеральним агентом з продажу авіаквитків авіакомпаній Air France і BOAC.
На початку своєї діяльності Air Mauritius здійснювала регулярні пасажирські перевезення на міжнародних напрямках у партнерстві з авіакомпаніями Air France, Air India і British Airways, кожна з яких до 1978 року володіла 25 % власності маврикійського авіаперевізника. C 1967 по 1972 роки Air Mauritius займалася тільки наземним обслуговуванням повітряних суден інших авіакомпаній, що в серпні 1972 року перевізник отримав у лізинг у Air Madagascar шестимісний літак Piper PA-31 Navajo і відкрив свій перший регулярний рейс між Маврикієм і островом Родрігес. В наступному році авіакомпанія взяла в мокрий лізинг у British Airways реактивний лайнер Vickers VC10 і запустила далекомагістральний маршрут між Маврикієм і Лондоном з проміжною посадкою в Найробі. 1 листопада 1977 року на той самий маршрут, але без транзитної зупинки, був поставлений Boeing 707, також взятий у лізинг у британської British Airtours.
У 1970-80-х роках авіакомпанія обслуговувала далекомагістральні маршрути на літаках Boeing 707 і Boeing 747SP, які в період з 1988 по 1994 роки замінювалися на більш сучасні Boeing 767 і Airbus A340. У 2001 році на середньомагістральні маршрути перевізника в аеропорти країн Африки стали лайнери Airbus A319, а на рейси між островами східній частині африканського континенту — одержані в період з 1987 по 2002 роки літаки ATR 42 і ATR 72.
У 1995 року Air Mauritius провела процедуру первинного розміщення своїх акцій на фондовій біржі Маврикія. За станом на 31 березня 2011 року основними власниками акцій авіакомпанії були керуючий холдинг «Air Mauritius Holdings» (51 %) і уряд країн (8,4 %), в руках приватних інвесторів перебувало 19,9 % компанії.
У березні 2007 року штатна чисельність авіакомпанії становила 2761 співробітників.

## Маршрутна мережа
У липні 2011 року маршрутна мережа регулярних перевезень авіакомпанії Air Mauritius включала в себе 26 напрямків між Маврикієм і аеропортами Азії, Африки, Європи та Океанії, при цьому на початку липня 26-м регулярним рейсом перевізника став маршрут в Шанхай. У лютому наступного року авіакомпанія оголосила про припинення з травня місяця збиткових рейсів в Мілан, Мельбурн і Сідней

### Партнерські угоди
У квітні 2012 року в Air Mauritius діяли код-шерінгові угоди з такими авіакомпаніями:
- Air France — на маршруті Порт-Луї — Париж — Порт-Луї і на декількох європейських маршрутах Air France з Парижа
- Emirates Airline — на маршруті Порт-Луї — Дубай — Порт-Луї
- Malaysia Airlines — на кількох маршрутах з Куала-Лумпура
- South African Airways — на маршруті Порт-Луї — Йоганнесбург — Порт-Луї.

### Бонусна програма
Авіакомпанія Air Mauritius має власну бонусну програму заохочення часто літаючих пасажирів «Kestrelflyer» з двома рівнями привілеїв «Silver» («Срібний») і «Gold» («Золотий»).

## Флот

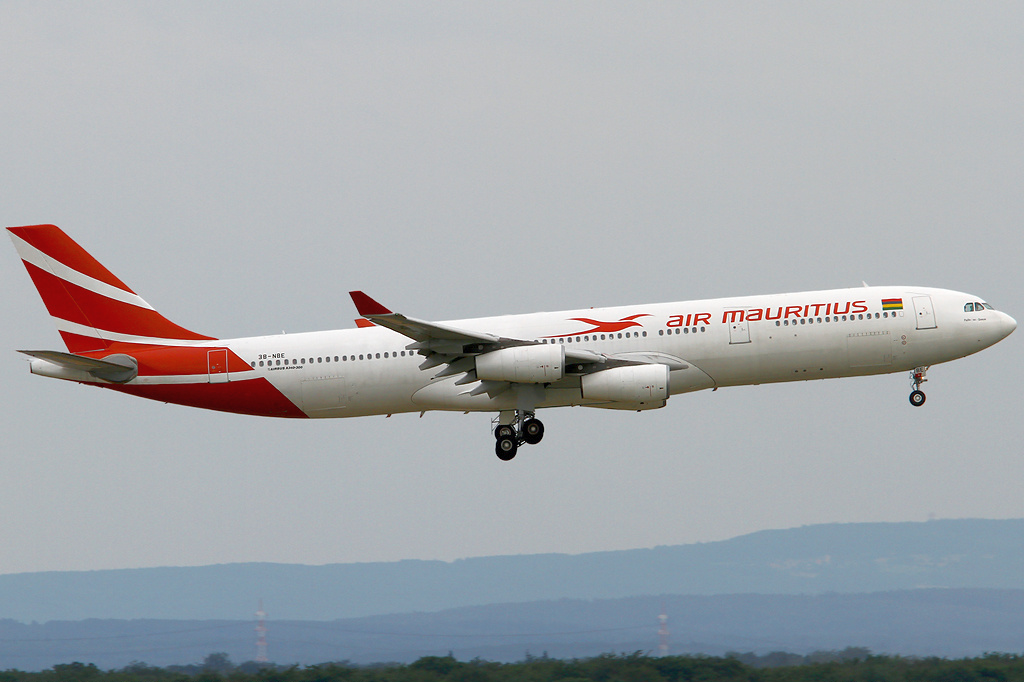
Airbus A340-300 авіакомпанії Air Mauritius в аеропорту Франкфурта, 2011 рік

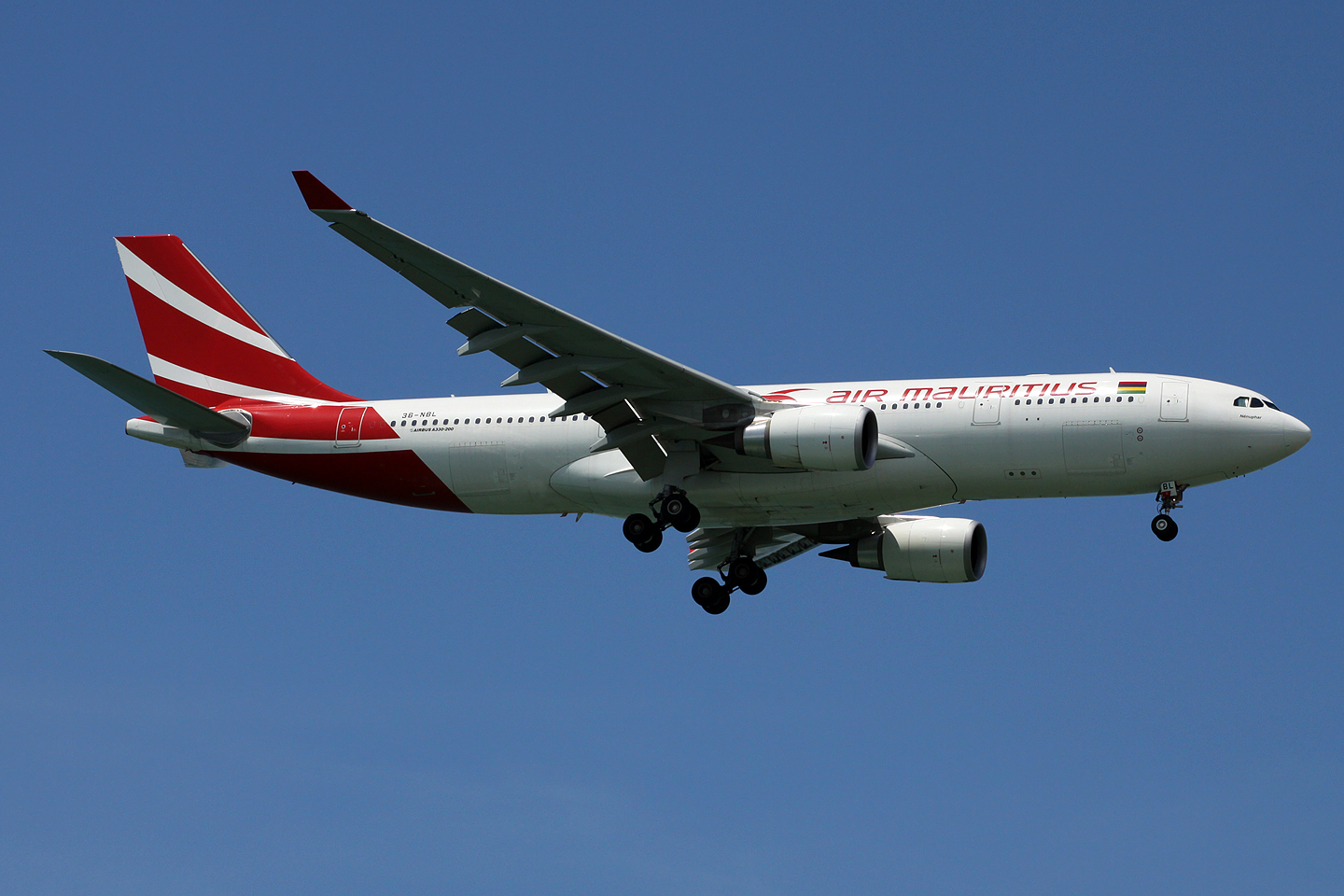
Airbus A330-200 авіакомпанії Air Mauritius в сінгапурському аеропорту Чангі, 2010 рік

У квітні 1988 року авіакомпанія ввела в експлуатацію два лайнера Boeing 767-200ER, присвоївши їм неофіційні назва «City of Port Louis» (Місто Порт-Луї) і «City of Curepipe» (Місто Кюрпіп). Один з цих літаків встановив рекорд серед дводвигунових реактивних літаків з комерційним завантаженням, зробивши 18 квітня 1988 року безпосадочний переліт з муніципального аеропорту Галіфакс (Нова Шотландія, Канада) в Маврикій і покривши при цьому відстань у 14 тисяч кілометрів менш ніж за 17 годин.
У 1994 році Air Mauritius стала першою серед усіх авіакомпаній країн Субсахарської Африки, почала експлуатацію далекомагістрального лайнера Airbus A340-300. В середині 2005 року перевізник замовив модифікований літак того ж типу (Airbus A340-300Enhanced), почала виконання регулярних рейсів на маршруті між Маврикієм і лондонським аеропортом Хітроу
У березні 2007 року Air Mauritius стала першим комерційним рейсом Південної Африки, флот якої складався тільки з середньо — і далекомагістральних лайнерів виробництва концерну Airbus. Наприкінці того ж року повітряний флот авіакомпанії поповнився першим літаком Airbus A330-200.

### Діючий флот
Станом на січень 2012 року середній вік повітряного флоту авіакомпанії Air Mauritius склав 8,8 року:

### Колишній флот

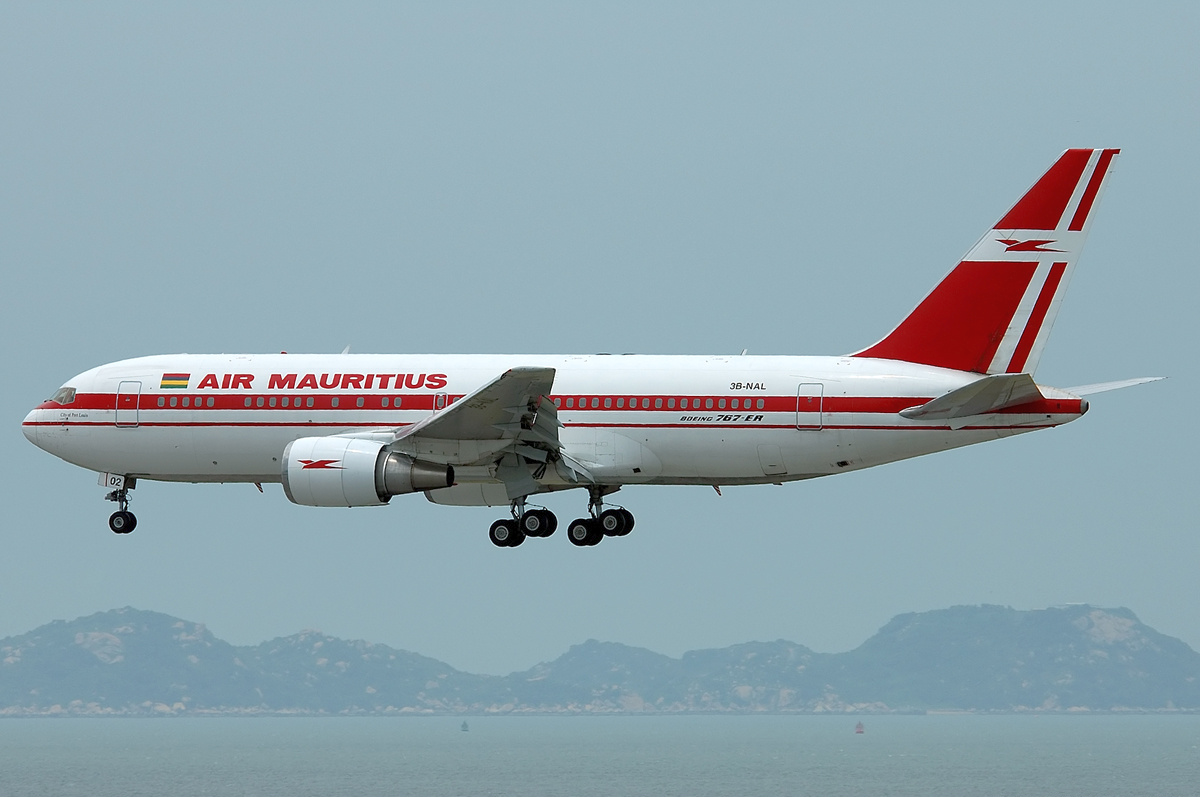
Boeing 767-200ER авіакомпанії Air Mauritius у заході на посадку в міжнародний аеропорт Чхеклапкок, 2006 рік

Раніше авіакомпанія експлуатувала повітряні судна наступних типів:
- Airbus A320-200[23]
- ATR-42 300[23]
- ATR-42 500[23]
- Boeing 707-320B[23]
- Boeing 707—420[23]
- Boeing 737—200[25]
- Boeing 747-200B[23]
- Boeing 747SP[26]
- Boeing 767-200ER[12][19]
- Boeing 767-300ER[23]
- Lockheed L-1011-500[23]
- Twin Otter[8][25]

## Авіаподії і нещасні випадки
В історії Air Mauritius не відбувалося інцидентів, які спричинили за собою людські жертви.